# 三木俊治 (音楽家)
三木 俊治（みき しゅんじ 1958年5月25日 - ）は大阪府生まれの、楽器制作家、作曲家、演奏者。兵庫県神戸市在住。 

## 概要
音楽文化総合研究所主宰。元・京都市立芸術大学日本伝統音楽研究センター特別研究員。瓢箪を用いて60種類もの楽器を製作。プロの演奏家を集めて「ザ・ひょうたんフィルハーモニック」として、各地で演奏活動を実施。竹、和紙を用いた楽器も制作し、「三木俊治とエコロジー・オーケストラ」としても活動。 